# Эль-Амдауи, Ишем
Ише́м Эль-Амдауи́ (фр. Hicham El Hamdaoui; род. 18 ноября 1995, Ницца) — французский футболист марокканского происхождения, нападающий.

## Биография
Воспитанник футбольной школы «Ниццы». За основную команду никогда не выступал, отыграл 12 матчей во французском Национальном дивизионе 2 за «Ниццу Б». Первую половину 2017 года провёл в бельгийском «Тертр-Отраже»
В августе 2017 года подписал двухлетний контракт с украинской «Звездой» из Кропивницкого. В чемпионате Украины дебютировал 20 августа 2017 года, выйдя в стартовом составе в домашнем матче против луганской «Зари». В первом же матче отличился голом в ворота Алексея Шевченко, а на 72-й минуте был заменён Артёмом Фаворовым